# Fortepiano (instrument)

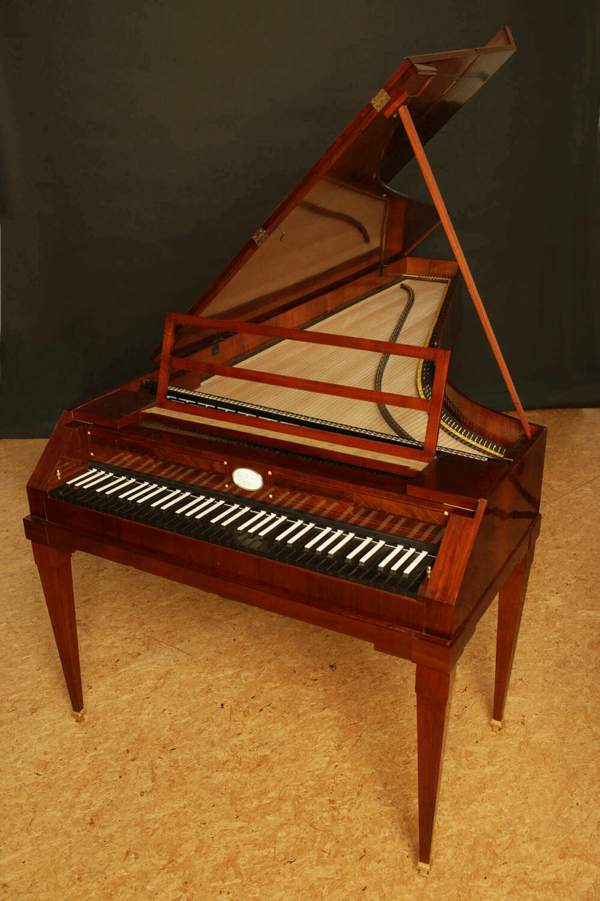
Replica van een fortepiano

Fortepiano (ook pianoforte genoemd) is de aanduiding van de vroege versies van de piano uit de 18e eeuw en vroege 19e eeuw. In tegenstelling tot de voor de ontwikkeling van de piano gebruikelijke spinet en klavecimbel kon op een fortepiano zowel hard (forte) als zacht (piano) gespeeld worden. De klankkleur van de fortepiano verschilt van die van de moderne piano: op de pianoforte klinken de hoge noten tingelend en de lage noten eerder zoemend. Bij de piano is de klankkleur bij hoge en lage noten ongeveer gelijk.
De fortepiano werd een van de eerste keren ten gehore gebracht in Londen. Deze concerten waren geschreven door Johann Christian Bach, de jongste zoon van Johann Sebastian Bach, en veroorzaakten grote beroering in die tijd.
De fortepiano is het instrument waarop grote componisten zoals Mozart, Haydn en de vroege Beethoven hun werken componeerden. In de inventarislijst van het huis van J.S. Bach staat een fortepiano genoteerd, maar voor zover bekend heeft hij er niet voor gecomponeerd. 

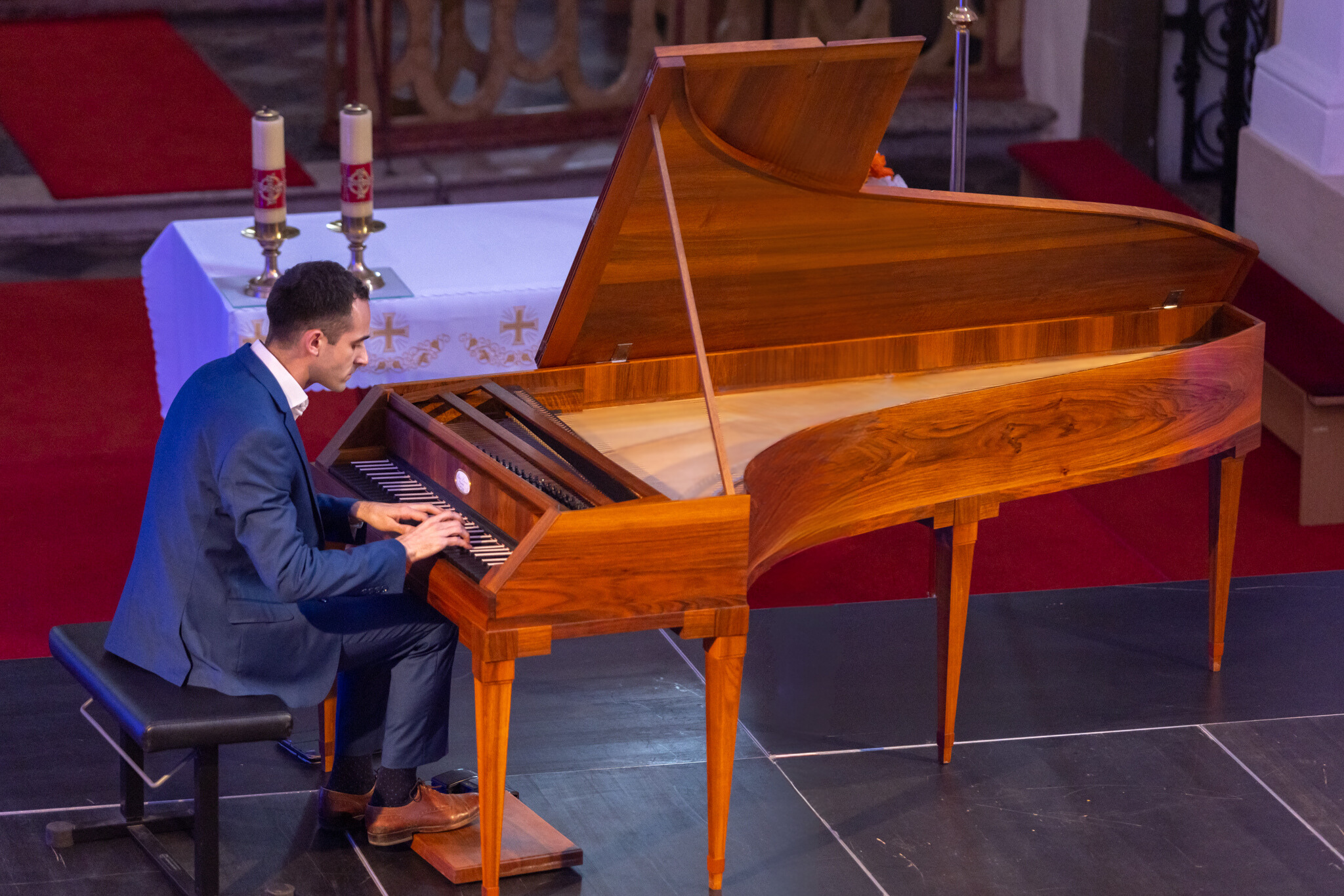
Danilo Mascetti fortepianospecialist

Muziekwerken die voor dit instrument geschreven zijn, worden tegenwoordig voornamelijk op piano uitgevoerd, maar met name in het kader van de historische uitvoeringspraktijk worden originele fortepiano's, of replica's ervan, weer regelmatig bespeeld. Een bekende hedendaagse bouwer is Chris Maene.   

## Verschillen tussen klavecimbel, pianoforte en piano
- Het klavecimbel is een tokkelinstrument. De tonen hebben dus geen dynamiek. De pianoforte en de piano hebben beide hamertjes en daardoor kunnen ze verschil laten horen tussen hard en zacht.
- Het klavecimbel heeft vier octaven, de pianoforte vier tot maximaal zes en een moderne piano zeven.
- Een moderne piano bevat metalen onderdelen, met name is het frame van metaal. De pianoforte en het klavecimbel zijn geheel van hout gemaakt. De spanning op de snaren kan daarom niet zo hoog zijn. De snaren zijn dan ook dunner.[1]
- De hamertjes van de pianoforte zijn bedekt met leer, die van de piano met vilt. De hamertjes zijn ook veel lichter; 1-2 gram, terwijl de hamertjes van een moderne vleugel 8-10 gram wegen.[1]
- De pedalen van de pianoforte worden meestal met de knieën bediend, die van de piano met de voeten.

## Merken
Enkele merken fortepiano zijn:
- Bartolomeo Cristofori; dit zou de eerste fabrikant zijn geweest.[2]
- Christoph Gottlieb Schröter, volgens de Duitse historie de uitvinder van de fortepiano[2]
- Jean Marius, de eerste Franse uitvinder[2]
- Father Wood, de eerste Engelse uitvinder.[2]
- Gottfried Silberman
- C. Bechstein Pianofortefabrik AG

## Bekende fortepianospelers
- Pieter-Jan Belder
- Kristian Bezuidenhout
- Hedwig Bilgram
- Malcolm Bilson
- Theresa Bogard
- Ronald Brautigam
- Leen de Broekert
- Fania Chapiro
- Claire Chevallier
- Gary Cooper
- Pascal Dubreuil
- Stanley Hoogland
- Jos Van Immerseel
- Ralph Kirkpatrick
- Trudelies Leonhardt
- Aleksej Ljoebimov
- Jovanka Marville
- Matthias Nauwelaerts
- Linda Nicholson
- Martin Oei
- Maria Oespenskaja
- Bart van Oort
- Olga Pasjtsjenko
- Ludger Rémy
- Arthur Schoonderwoerd
- Petra Somlai
- Colin Tilney
- Jan Vermeulen
- David Yearsley

- Gemeinsame Normdatei: 4271971-9
- MusicBrainz: 814b1c15-1f5c-470d-ab8f-5e7615ff8586